# Jarcovská kula
Přírodní památka Jarcovská kula (také Jarčovská kula nebo Jarčovská gula) je tvořena pískovcovým skalním výchozem nalézajícím se nad levým břehem Vsetínské Bečvy asi 0,5 km jihozápadně od středu obce Jarcová v okrese Vsetín v severovýchodním výběžku Hostýnských vrchů. Předmětem ochrany je osm metrů vysoká skalní věž.

## Přírodní poměry
Přírodní památku tvoří izolovaná skála o výšce asi osm metrů z hrubozrnného pískovce vyčnívající z podkladních vrstev spodně paleocenního stáří. V okolí skály rostou běžné druhy rostlin.

## Galerie

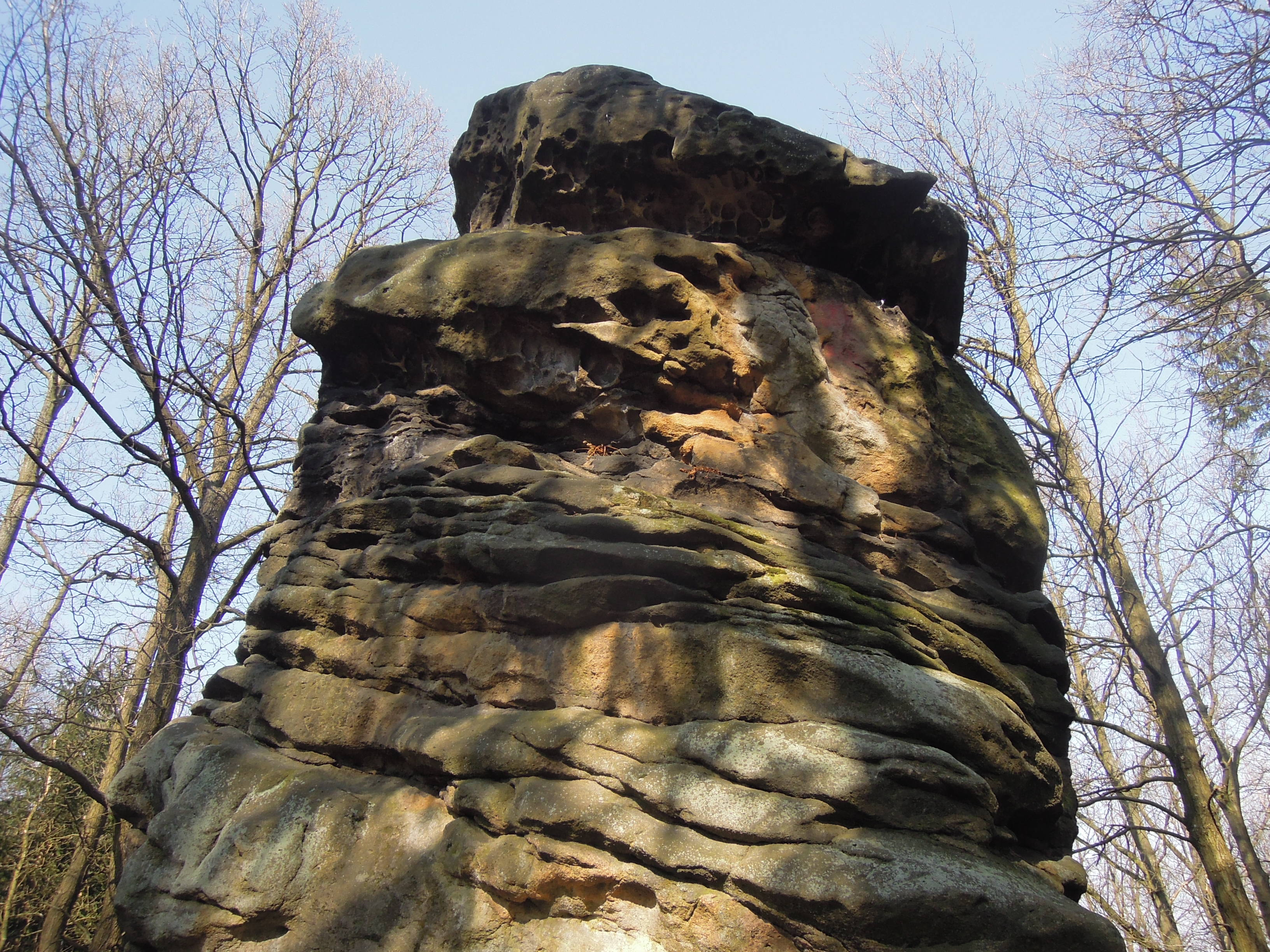
Detail vrcholové části skalní věže
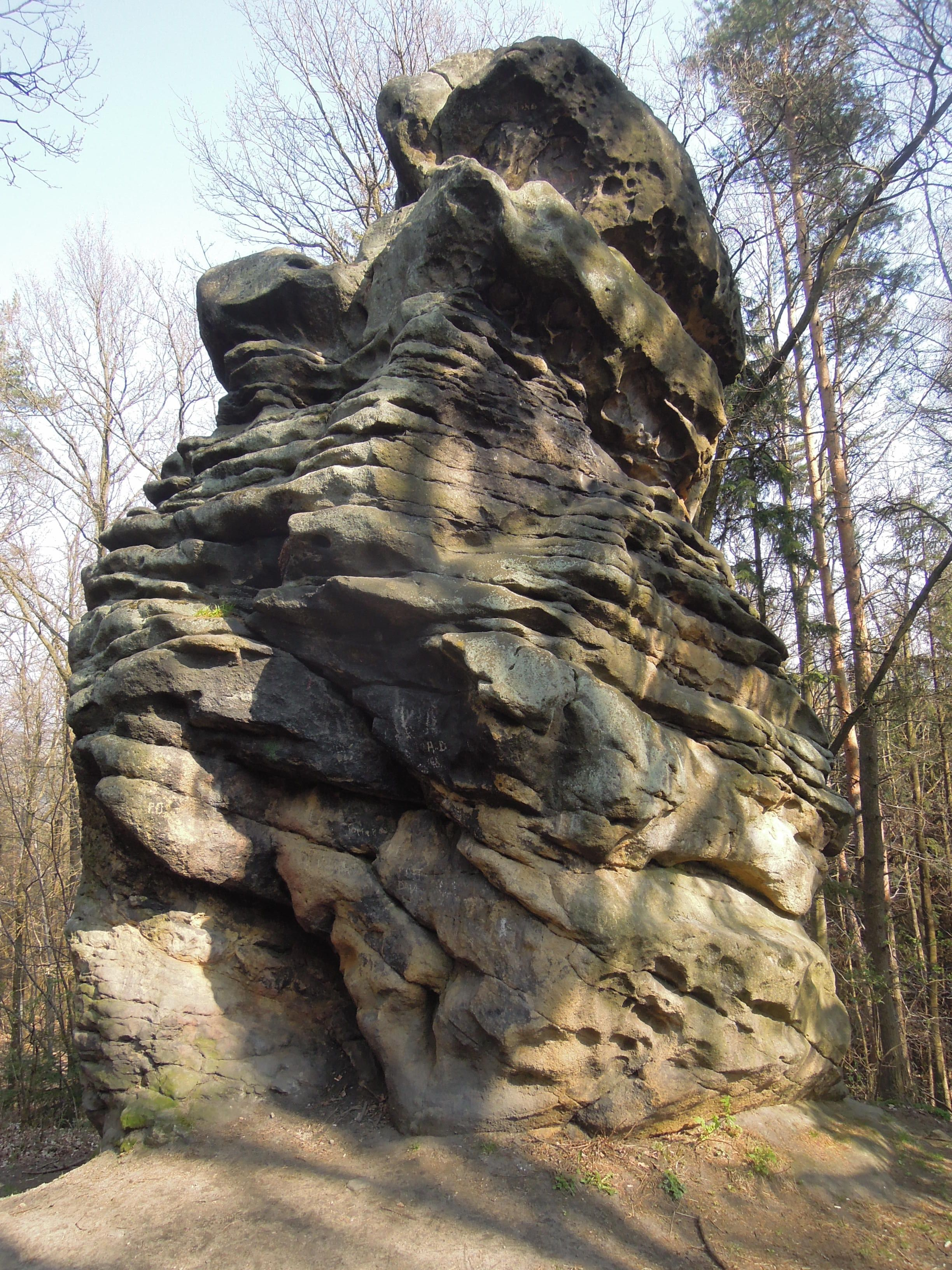
Jarcovská kula
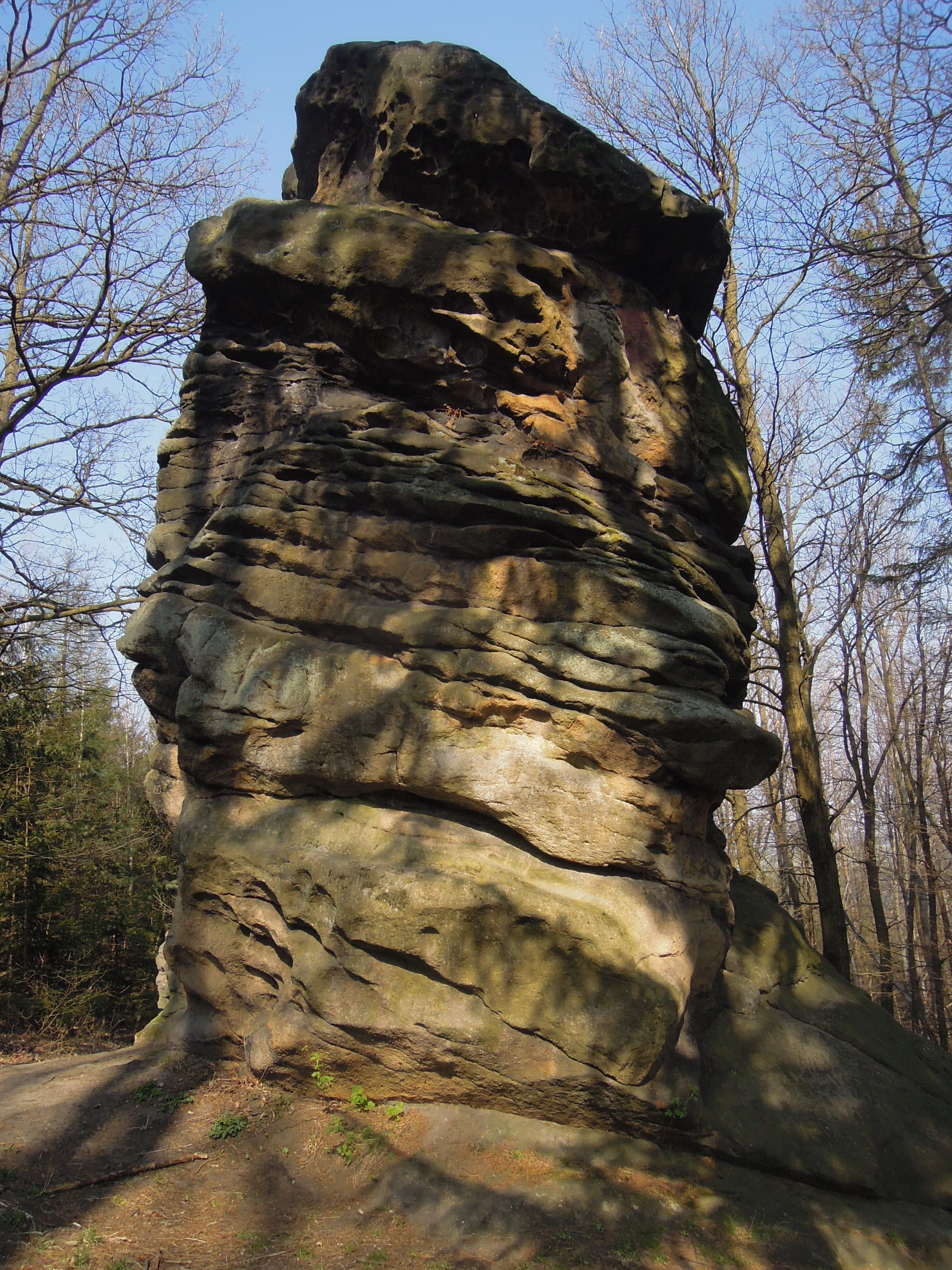
Jarcovská kula